# Фудзивара-но Ёримити
Фудзива́ра-но Ёрими́ти (яп. 藤原 頼通, 992 — 2 марта 1074) — японский политический деятель, аристократ средины периода Хэйан. Старший сын Фудзивары-но Митинаги, глава рода Фудзивара.

## Биография
Фудзивара-но Ёримити занимал должности Императорского регента сэссё (1017—1019), советника кампаку (1019—1067) и дайдзё-дайдзина (1061—1062) во время правления Императоров Го-Итидзё, Го-Судзаку и Го-Рэйдзэй. Это время считается «золотым веком» рода Фудзивара. Символом могущества Ёримити стал построенный им в местности Удзи монастырь Бёдо-ин и главный храм этого монастыря — Зал Фениксов. По названию этой местности Ёримити называли «Кампаку из Удзи» (яп. 宇治の関白).
Хотя в то время, когда Ёримити был главой рода, аристократы Фудзивара жили в роскоши и занимали все должности в правительстве, в то же время начали проявляться первые признаки упадка этого рода. Дочь Ёримити, выданная замуж за Императора, не смогла родить сына, наследника трона. Впервые за много лет Фудзивара утратили возможность влиять на наследника престола через родственные связи, что обусловило постепенное уменьшение их политического веса. Также дали о себе знать и социально-политические проблемы: вторжение китайских пиратов на Кюсю в 1019 году, восстание Тайры-но Тадацуны в 1030—1032 годах и Девятилетняя война 1051—1063 годов в Северной Японии.
В конце жизни Фудзивара-но Ёримити принял монашеский постриг.